# 스피드스케이팅 세계 기록 목록
스피드 스케이팅 세계 기록은 국제 스케이팅 연맹(ISU)가 관리하고 공인한다.
연맹은 다음 종목들의 세계 기록을 인정한다.
- 남자 종목 (11개)
500m, 1000m, 1500m, 3000m, 5000m, 10000m 
2×500m의 결과 ( 단지 500m 경기 2번을 해서 최종순위가 결정되는 경기에서) : 동일 대회에서의 4 종목의 최종포인트 점수 :

올라운드 500, 5000, 1500 10000m : 올라운드 500, 3000, 1500, 5000m
그리고 스프린트 500, 1000, 500, 1000m;국가 팀 경기:8주 팀 추월경기
- 여자 종목 : 500m, 1000m, 1500m, 3000m, 5000m, 2×500m의 결과( 단지 500M 경기 2번을 해서 최종순위가 결정되는 경기에서) : 동일 대회에서의 4 종목의 최종포인트 점수 : 올라운드 500, 3000,

1500, 5000m : 올라운드 500, 1500, 1000, 3000m
그리고 스프린트 500, 1000, 500, 1000m; 국가 팀 경기: 6주 팀 추월경기

## 세계 기록

### 여자
| 종목              | 기록         | 선수                                                | 국적     | 날짜            | 대회명                         | 개최 도시           | 경기장           | 주석 및 기타   |
| 500m (기록 추이)  | 36초 35      | 이상화                                              | 대한민국 | 2013. 11. 16    | 2013-14 스피드 스케이팅 월드컵 | 미국 솔트레이크시티 | 유타 올림픽 오벌 | 2차 레이스 1위 |
| 500m × 2          | 1분 13초 79  | 이상화                                              | 대한민국 | 2013. 01. 19-20 | 2012–13 스피드 스케이팅 월드컵 | 캐나다 캘거리       | 올림픽 오벌      |                |
| 1000m (기록 추이) | 1분 12초 68  | 크리스틴 네스빗                                     | 캐나다   | 2012. 01. 28    |                                | 캐나다 캘거리       | 올림픽 오벌      |                |
| 1500m 추이        | 1분 51초 79  | 신디 클라슨                                         | 캐나다   | 2005. 11. 20    |                                | 미국 솔트레이크시티 |                  |                |
| 3000m 추이        | 3분 53초 34  | 신디 클라슨                                         | 캐나다   | 2006. 03. 18    |                                | 캐나다 캘거리       | 올림픽 오벌      |                |
| 5000me 추이       | 6분 42초 66  | 마르티나 사블리코바                                 | 체코     | 2011. 02. 18    |                                | 미국 솔트레이크시티 |                  |                |
| 10000m 추이       | 13분 48초 33 | 마르티나 사블리코바                                 | 체코     | 2007. 03. 15    |                                | 캐나다 캘거리       | 올림픽 오벌      |                |
| 팀 추월 (6 laps)  | 2분 55초 79  | 크리스티나 그로브스 크리스틴 네스빗 브리태니 슈슬러 | 캐나다   | 2009. 12. 06    |                                | 캐나다 캘거리       | 올림픽 오벌      |                |
| 스프린트 종합     | 148.610점    | 유 징                                               | 캐나다   | 2012. 01. 28-29 |                                | 캐나다 캘거리       | 올림픽 오벌      |                |
| 미니 복합         | 155.576점    | 신디 클라슨                                         | 캐나다   | 2001. 03. 15-17 |                                | 캐나다 캘거리       | 올림픽 오벌      |                |
| 소형 복합         | 154.580점    | 신디 클라슨                                         | 캐나다   | 2006. 03 18-19  |                                | 캐나다 캘거리       | 올림픽 오벌      |                |

비교를 위해, 가장 빠른 400 m 랩은 2012년 1월 28일에 캘거리 1000m 경주에서 26.67초, 평균 속도 53.99 km/h (33.55 mph)로 갱신되었다. 유 징이 2012년 1월 29일에 캘거리 500m 경주.에서 같은 랩 타임을 기록 했다.
- ** 팀 추월 경주 평균 속도는 나와있는 것보다 다소 낮으며 그 이유는 스피드 스케이팅 오벌의 400m 길이는 한 사람이 안쪽 레인, 다른 사람이 바깥쪽 레인을 사용하는 것을 기준으로 하였지만, 해당 팀들은 스케이트 8 또는 6의 안쪽 레인을 이용했기 때문이다.

## 같이 보기
- 스피드 스케이팅 대한민국 기록